# Bindungsstelle
Eine Bindungsstelle bezeichnet in der Biochemie und Pharmakologie die Kontaktfläche bei der Bindung eines Biopolymers an ein anderes Molekül.

## Eigenschaften
Das Biopolymer kann eine Nukleinsäure, ein Protein oder ein Kohlenhydrat sein, das zweite Molekül kann dagegen auch eine niedermolekulare Verbindung sein. Bei Enzymen liegt die Bindungsstelle für ein Substrat (Substratbindungsstelle) im oder in der Nähe des aktiven Zentrums. Die Bindungsstelle an einem Rezeptor oder anderen Ligaten ist seine Kontaktfläche zu Liganden (Ligandenbindungsstelle) oder Inhibitoren (kompetitive, nichtkompetitive, unkompetitive oder allosterische Bindungsstelle). Epitope und Paratope sind die Bindungsstellen zwischen Antigenen und Antikörpern.
Verschiedene Methoden wurden zur Bestimmung von Protein-Protein-Interaktionen, Protein-DNA-Interaktionen, Protein-Lipid-Interaktionen und Protein-Kohlenhydrat-Interaktionen entwickelt. Teilweise kann die Bindungsstelle durch molekulare Modellierung vorhergesagt werden.